# Söngvakeppnin 2022
La sedicesima edizione di Söngvakeppnin è stata organizzata dall'emittente radiotelevisiva islandese RÚV per selezionare il rappresentante nazionale all'Eurovision Song Contest 2022 a Torino.
Le vincitrici sono state Sigga, Beta & Elín con Með hækkandi sól.

## Organizzazione
Il 3 settembre 2021 l'emittente radiotelevisiva pubblica Ríkisútvarpið (RÚV) ha confermato la partecipazione dell'Islanda all'Eurovision Song Contest 2022 a Torino insieme all'organizzazione della sedicesima edizione di Söngvakeppnin, competizione musicale tradizionalmente utilizzata per la scelta del rappresentante nazionale. Dallo stesso giorno è stato possibile inviare all'emittente proposte per il concorso entro il successivo 6 ottobre.
L'evento si è tenuto in tre serate: due semifinali, rispettivamente il 26 febbraio e il 5 marzo 2022, e la finale il successivo 12 marzo. In ciascuna semifinale si sono esibiti cinque artisti, due dei quali hanno avuto accesso alla finale tramite televoto; il quinto finalista è stato invece decretato da una giuria in seguito a entrambe le semifinali. Nella finale il voto combinato di giuria e pubblico ha decretato, in una prima fase, i due artisti che hanno acceduto al duello finale, dove il solo televoto ha deciso il vincitore.

### Giuria
La giuria internazionale per il Söngvakeppnin 2022 è stata composta da:
- Finlandia – Heidi Välkkilä
- Islanda – Daði Freyr (Rappresentante dell'Islanda all'Eurovision Song Contest 2020 e 2021, come parte dei Daði & Gagnamagnið)
- Islanda – Ragnheiður Gröndal
- Islanda – Sóley Stefánsdóttir
- Norvegia – Stig Karlsen
- Paesi Bassi – Barry Van Corneval
- Svezia – Tusse (Rappresentante della Svezia all'Eurovision Song Contest 2021)

## Partecipanti
RÚV ha aperto la possibilità a tutti gli artisti interessati di inviare canzoni per il festival dal 3 settembre al 6 ottobre 2021. I dieci partecipanti, selezionati da una giuria interna fra le 158 proposte, sono stati rivelati il 5 febbraio 2022, e i relativi brani sono stati immediatamente pubblicati in digitale.
| Artista                       | Titolo             | Titolo           | Compositori                                                                                                   |
| Artista                       | Versione islandese | Versione inglese | Compositori                                                                                                   |
| ----------------------------- | ------------------ | ---------------- | --- |
| Amarosis                      | Don't You Know     | Don't You Know   | Már Gunnarsson, Ísold Wilberg                                                                                 |
| Haffi Haff                    | Gía                | Volcano          | Hafsteinn Þór Guðjónsson, Steinar Jónsson, Sigurður Ásgeir Árnason                                            |
| Hanna Mia & The Astrotourists | Séns með þér       | Gemini           | Hanna Mia Brekkan, Sakaris Emil Joensen, Nína Richter                                                         |
| Katla                         | Þaðan af           | Then Again       | Jóhannes Damian Patreksson, Kristinn Óli S. Haraldsson, Hafsteinn Þráinsson, Snorri Beck                      |
| Markéta Irglová               | Mögulegt           | Possible         | Markéta Irglová, Sturla Mio Þórisson                                                                          |
| Daughters of Reykjavík        | Tökum af stað      | Turn This Around | Daughters of Reykjavík                                                                                        |
| Sigga, Beta & Elín            | Með hækkandi sól   | –                | Lovísa Elísabet Sigrúnardóttir                                                                                |
| Stefán Óli                    | Ljósið             | All I Know       | Andri Þór Jónsson, Birgir Steinn Stefánsson, Stefán Hilmarsson                                                |
| Stefanía Svavarsdóttir        | Hjartað mitt       | Heart of Mine    | Halldór Gunnar Pálsson, Magnús Þór Sigmundsson                                                                |
| Suncity & Sanna               | Hækkum í botn      | Keep It Cool     | Sveinn Rúnar Sigurðsson, Valgeir Magnússon, Davíð Guðbrandsson, Sanna Martinez, Anders Eriksson, Marc Caplice |

## Semifinali

### Prima semifinale
La prima semifinale si è svolta il 26 febbraio 2022 presso gli RVK Studios di Reykjavík ed è stata presentata da Björg Magnúsdóttir, Jón Jónsson e Ragnhildur Steinunn Jónsdóttir. L'evento in diretta è stato seguito da 106 000 telespettatori islandesi.
Ad accedere alla finale sono stati Stefán Óli e Sigga, Beta & Elín; gli Amarosis sono stati selezionati internamente da una giuria come quinti finalisti.
| # | Artista                | Titolo           | Televoto | Posizione |
| - | ---------------------- | ---------------- | -------- | --------- |
| 1 | Amarosis               | Don't You Know   | 7 006    | 3         |
| 2 | Stefán Óli             | Ljósið           | 7 017    | 2         |
| 3 | Haffi Haff             | Gía              | 4 828    | 5         |
| 4 | Stefanía Svavarsdóttir | Hjartað mitt     | 5 613    | 4         |
| 5 | Sigga, Beta & Elín     | Með hækkandi sól | 10 788   | 1         |

### Seconda semifinale
La seconda semifinale si è svolta il 26 febbraio 2022 presso i RVK Studios di Reykjavík e sarà presentata da Björg Magnúsdóttir, Jón Jónsson e Ragnhildur Steinunn Jónsdóttir. L'evento in diretta è stato seguito da 105 000 telespettatori islandesi.
Ad accedere alla finale sono state le Daughters of Reykjavík e Katla.
| # | Artista                       | Titolo        | Televoto | Posizione |
| - | ----------------------------- | ------------- | -------- | --------- |
| 1 | Markéta Irglová               | Mögulegt      | 3 251    | 4         |
| 2 | Suncity & Sanna               | Hækkum í botn | 4 170    | 3         |
| 3 | Daughters of Reykjavík        | Tökum af stað | 13 137   | 1         |
| 4 | Katla                         | Þaðan af      | 5 251    | 2         |
| 5 | Hanna Mia & The Astrotourists | Séns með þér  | 3 197    | 5         |

## Finale
La finale si è svolta il 12 marzo 2022 presso gli RVK Studios di Reykjavík e sarà presentata da Björg Magnúsdóttir, Jón Jónsson e Ragnhildur Steinunn Jónsdóttir. L'evento in diretta è stato seguito da 138 000 telespettatori islandesi, più della metà della popolazione.
A differenza delle semifinali dove i partecipanti hanno l'obbligo di esibirsi in islandese, nella finale ogni artista ha la possibilità di scegliere la versione con cui hanno intenzione di partecipare all'Eurovision Song Contest.
Le Daughters of Reykjavík e Sigga, Beta & Elín sono risultate le più votate nel primo round di voto della giuria e televoto; nel duello finale, dove ha votato solo il pubblico, le seconde sono risultate le vincitrici della manifestazione.
| # | Artista                | Titolo           | Giuria | Televoto | Totale | Posizione |
| - | ---------------------- | ---------------- | ------ | -------- | ------ | --------- |
| 1 | Katla                  | Þaðan af         | 15 031 | 5 972    | 21 003 | 5         |
| 2 | Amarosis               | Don't You Know   | 11 921 | 12 506   | 24 427 | 3         |
| 3 | Daughters of Reykjavík | Turn This Around | 19 437 | 26 320   | 45 757 | 1         |
| 4 | Stefán Óli             | Ljósið           | 13 476 | 9 126    | 22 602 | 4         |
| 5 | Sigga, Beta & Elín     | Með hækkandi sól | 18 141 | 24 083   | 42 224 | 2         |

### Superfinale
| # | Artista                | Titolo           | Punteggio   | Punteggio     | Punteggio | Posizione |
| # | Artista                | Titolo           | Primo round | Secondo round | Totale    | Posizione |
| - | ---------------------- | ---------------- | ----------- | ------------- | --------- | --------- |
| 1 | Daughters of Reykjavík | Turn This Around | 45 757      | 23 470        | 69 227    | 2         |
| 2 | Sigga, Beta & Elín     | Með hækkandi sól | 42 224      | 35 156        | 77 380    | 1         |

## Ascolti
| Puntata    | Messa in onda    | Telespettatori | Rating | Note  |
| ---------- | ---------------- | -------------- | ------ | ----- |
| Semifinali | 26 febbraio 2022 | 106 000        | 40,90% | [ 7 ] |
| Semifinali | 5 marzo 2022     | 105 000        | 40,60% | [ 7 ] |
| Finale     | 12 marzo 2022    | 138 000        | 53,50% | [ 7 ] |
| Media      | Media            | 139 000        | 45,00% |       |